# Aecidium ranunculi-monroi
Aecidium ranunculi-monroi är en svampart som beskrevs av G. Cunn. 1930. Aecidium ranunculi-monroi ingår i släktet Aecidium, ordningen Pucciniales, klassen Pucciniomycetes, divisionen basidiesvampar och riket svampar.   Inga underarter finns listade i Catalogue of Life.